# Arthur Grumiaux
Arthur Grumiaux (1921. március 21. – 1986. október 16.) belga hegedű- és zongoraművész.
Belgiumban, Villers-Perwinben született. Nagyapja tanácsára kezdett el zenét tanulni, négyéves korában.
A Fernand Quintetnél végezte zenei tanulmányait, a Charleroi Konzervatóriumban. Tizenegy éves korában első díjat nyert egy versenyen. A következő évben Brüsszelben, a Királyi Zeneakadémián folytatta tanulmányait Alfred Duboisnál, az ellenpontozás és a fúga művészetét Jean Absilnál sajátította el.
Húszévesen érte el első nagyobb eredményeit, elnyerte az Henri Vieuxtemps- és a François Prume-díjat, majd 1940-ben a belga kormány Prix de Virtuosité kitüntetését.
1945-ben, első nagyzenekari bemutatkozásán Mendelssohn Hegedűversenyét játszotta Belgiumban a Brüsszeli Filharmonikus Zenekarral, Angliában pedig a BBC Szimfonikusokkal. A második világháború eseményei miatt e két bemutatkozás között eltelt némi idő, ezalatt Grumiaux kisebb zenekarokkal magánkoncerteket adott, tartózkodott minden nyilvános fellépéstől. Angliai debütálása után azonban felgyorsultak az események. Hamarosan a Brüsszeli Akadémia professzorának nevezték ki. Tanító munkája során nagy hangsúlyt fektetett a frazeálás fontosságára, a zenei hang kifogástalan minőségére, és a magas technikai színvonal elsajátítására.
Grumiaux több mint harminc felvételt készített, főként a Philips lemezkiadónál, néhányat az EMI, a Belart és a Music & Arts cégeknél. Elsősorban Bach, Beethoven, Mozart és Schubert műveit játszotta, ritkábban Ravelt és Debussyt. Szólófelvételei mellett Arthur Grumiaux Mozart-kvintetteket is lemezre játszott a Grumiaux együttessel, és különböző válogatásokat a Grumiaux-trióval. Ennek (rajta kívül) a Janzer György (brácsa) – Czakó Éva (cselló) házaspár volt tagja.
Kiemelkedő zenei teljesítménye elismeréseként 1973-ban I. Baldvin belga király bárói címet adományozott. Ezt a címet nyerte el korábban Paganini is. Grumiaux rengeteget koncertezett, főként Nyugat-Európában, sűrű programja miatt sajnálatosan figyelmen kívül hagyta súlyos cukorbetegségét, aminek következményeként Brüsszelben agyvérzést kapott. 65 évet élt.